# Koko Dembélé
Koko Dembélé (* 1954 in Mopti) ist ein ehemaliger malischer Sänger und Gitarrist, der Reggae mit Einflüssen aus der traditionellen malischen Musik spielte.

## Biografie
Dembélé stammt aus einer Griotfamilie. Er wuchs in Mopti, 650 km nordöstlich von Bamako auf, begleitete aber auch seinen Vater auf dessen Reisen. Von 1976 bis 1986 spielte er Gitarre in der Band Orchestre Kanaga aus seiner Heimatstadt Mopti. Mit dieser trat er auch auf Festivals im Senegal und in Frankreich auf.
1993 veröffentlichte Dembélé sein erstes Soloalbum, Baguinée. Zu dieser Zeit lebte er in der ehemaligen ivorischen Hauptstadt Abidjan, die heute noch als das Zentrum des westafrikanischen Reggaes gilt. Drei weitere Alben folgten. Heute lebt Dembélé in Bamako.

## Bedeutung
Neben Oumar Koita ist Dembélé der einzige malische Reggae-Künstler der international Erfolg hatte. Vor allem in Brasilien verkauften seine Alben sich gut. Dembélé trat dort auch mehrmals auf, außerdem absolvierte er eine Europa-Tournee, zu der auch Auftritte in Deutschland und der Schweiz gehörten. Sein Album Amagni wurde vom Label Sterns Music aus London für den internationalen Markt veröffentlicht.

## Diskografie
- Baguinée (1993)
- Tendoro (1998)
- Amagni (1998 – Sterns Music)
- Yeredon (2003 – MaliK7)